# مجالس‌العشاق
مجالس‌العشّاق کتابی در باب مبانی فلسفی و عرفانی شاهدبازی و حکایات شاهدبازی شخصیت‌های بزرگ تاریخ است که در سال ۹۰۸ هجری قمری نوشته ‌شده‌است. نویسنده این کتاب را برخی سلطان حسین بایقرا آخرین پادشاه تیموری و برخی دیگر کمال‌الدین حسین گازرگاهی ذکر کرده‌اند. در این کتاب برای تعداد زیادی از شخصیت‌های بزرگ تاریخی، مذهبی، ادبی، عرفان و علم حکایاتی از شاهدبازی و عشق آنان به پسران جوان زیبارو نقل شده‌است. بزرگانی چون: یوسف پیامبر، سلیمان پیامبر، عبدالرحمن جامی، عراقی، احمد غزالی، سنایی، سعدی، مولوی، ابن عربی، اسکندر مقدونی، سعدالدین تفتازانی، امیر علیشیر نوایی، میر سید شریف جرجانی، سعدالدین حموی، سید علی همدانی، سلطان سنجر سلجوقی و بسیاری دیگر.
از نظر سیروس شمیسا حکایات این کتاب عمدتاً ارزش تاریخی ندارد و داستان‌پردازی‌های نویسنده یا حکایاتی است که در میان مردم مشهور بوده، او باارزش‌ترین بخش کتاب را مطالب مربوط به جامی می‌داند که در همان دوران زندگی می‌کرده و نویسنده از نزدیکان او شأن سرودن برخی از غزل‌هایش را شنیده بوده‌است.
مجالس العشاق از بدو تألیف آن مورد توجه بزرگان و شاهزادگان واقع شده و نسخه‌های خطی مصور متعددی از آن تهیه شده که تعدادی باقی مانده و برخی مینیاتورهایی که در این نسخه‌های خطی آمده آثاری ارزشمند به لحاظ هنری است.